# JTBC 수목 드라마
JTBC 수목 드라마는 매주 수요일부터 목요일 오후 8시 50분에 방송 중인 드라마 프로그램이다.

## 개요
미니 시리즈 드라마 형식으로 방송 중이다.

## 방송 시간
| 방송 채널 | 방송 기간                           | 방송 시간                                           | 방송 분량  |
| --------- | ----------------------------------- | --------------------------------------------------- | ---------- |
| JTBC      | 2011년 12월 7일 ~ 2012년 8월 16일   | 매주 수요일 ~ 목요일 오후 8시 45분 ~ 오후 9시 55분  | 1시간 10분 |
| JTBC      | 2024년 1월 31일 ~ 2024년 8월 1일    | 매주 수요일 ~ 목요일 오후 8시 50분 ~ 오후 10시 10분 | 1시간 20분 |
| JTBC      | 2020년 5월 20일 ~ 2020년 11월 26일  | 매주 수요일 ~ 목요일 오후 9시 30분 ~ 오후 11시      | 1시간 30분 |
| JTBC      | 2020년 12월 16일 ~ 2021년 6월 3일   | 매주 수요일 ~ 목요일 오후 9시 ~ 오후 10시 30분      | 1시간 30분 |
| JTBC      | 2021년 10월 13일 ~ 2022년 7월 28일  | 매주 수요일 ~ 목요일 오후 10시 30분 ~ 밤 12시       | 1시간 30분 |
| JTBC      | 2022년 12월 21일 ~ 2023년 10월 12일 | 매주 수요일 ~ 목요일 오후 10시 30분 ~ 밤 12시       | 1시간 30분 |
| JTBC      | 2021년 6월 9일 ~ 2021년 8월 5일     | 매주 수요일 ~ 목요일 오후 8시 50분 ~ 오후 10시 30분 | 1시간 40분 |

## 프로그램 리스트
- 아래 프로그램은 2002년 11월 이후 시청 가능 연령을 표시하는 드라마 프로그램 등급 제도를 의무적으로 시행하여 현재까지 이어지고 있습니다.
- 2017년 3월 1일부터 TV 프로그램 등급 표시 외에 주제, 폭력성, 선정성, 언어, 모방 위험 등 분류 사유 표시를 의무적으로 시행하고 있습니다.

### 2010년대

#### 2011년
- 《발효가족》 : 2011년 12월 7일 ~ 2012년 2월 23일

#### 2012년
- 《아내의 자격》 : 2012년 2월 29일 ~ 2012년 4월 19일
- 《러브 어게인》 : 2012년 4월 25일 ~ 2012년 6월 20일
- 《친애하는 당신에게》 : 2012년 6월 27일 ~ 2012년 8월 16일

### 2020년대

#### 2020년
- 《쌍갑포차》 : 2020년 5월 20일 ~ 2020년 6월 25일
- 《우리, 사랑했을까》 : 2020년 7월 8일 ~ 2020년 9월 2일
- 《사생활》 : 2020년 10월 7일 ~ 2020년 11월 26일
- 《런 온》 : 2020년 12월 16일 ~ 2021년 2월 4일

#### 2021년
- 《시지프스: the myth》 : 2021년 2월 17일 ~ 2021년 4월 8일
- 《로스쿨》 : 2021년 4월 14일 ~ 2021년 6월 9일
- 《월간 집》 : 2021년 6월 16일 ~ 2021년 8월 5일
- 《너를 닮은 사람》 : 2021년 10월 13일 ~ 2021년 12월 2일
- 《공작도시》 : 2021년 12월 8일 ~ 2022년 2월 10일

#### 2022년
- 《서른, 아홉》 : 2022년 2월 16일 ~ 2022년 3월 31일
- 《그린마더스 클럽》 : 2022년 4월 6일 ~ 2022년 5월 26일
- 《인사이더》 : 2022년 6월 8일 ~ 2022년 7월 28일
- 《사랑의 이해》 : 2022년 12월 21일 ~ 2023년 2월 9일

#### 2023년
- 《나쁜 엄마》 : 2023년 4월 26일 ~ 2023년 6월 8일
- 《기적의 형제》 : 2023년 6월 28일 ~ 2023년 8월 17일
- 《이 연애는 불가항력》 : 2023년 8월 23일 ~ 2023년 10월 12일

#### 2024년
- 《끝내주는 해결사》 : 2024년 1월 31일 ~ 2024년 3월 7일
- 《비밀은 없어》 : 2024년 5월 1일 ~ 2024년 6월 6일
- 《놀아주는 여자》 : 2024년 6월 12일 ~  2024년 8월 1일

#### 2025년
- 《날아올라라, 나비》 : 2025년 10월 8일 ~ 방송 예정
- 《당장 만나서 고맙네》 : 2025년 12월 ~ 방송 예정

#### 2026년
- 《태양의 후예》 : 2026년 2월  ~ 방송 예정

## 경쟁 프로그램
- KBS 2TV 수목 드라마
- MBC 수목 드라마
- SBS 수목 드라마
- TV조선 수목 드라마
- 채널A 수목 드라마
- MBN 수목 드라마
- tvN 수목 드라마
- ENA 수목 드라마